# 高校三年生 (舟木一夫の曲)

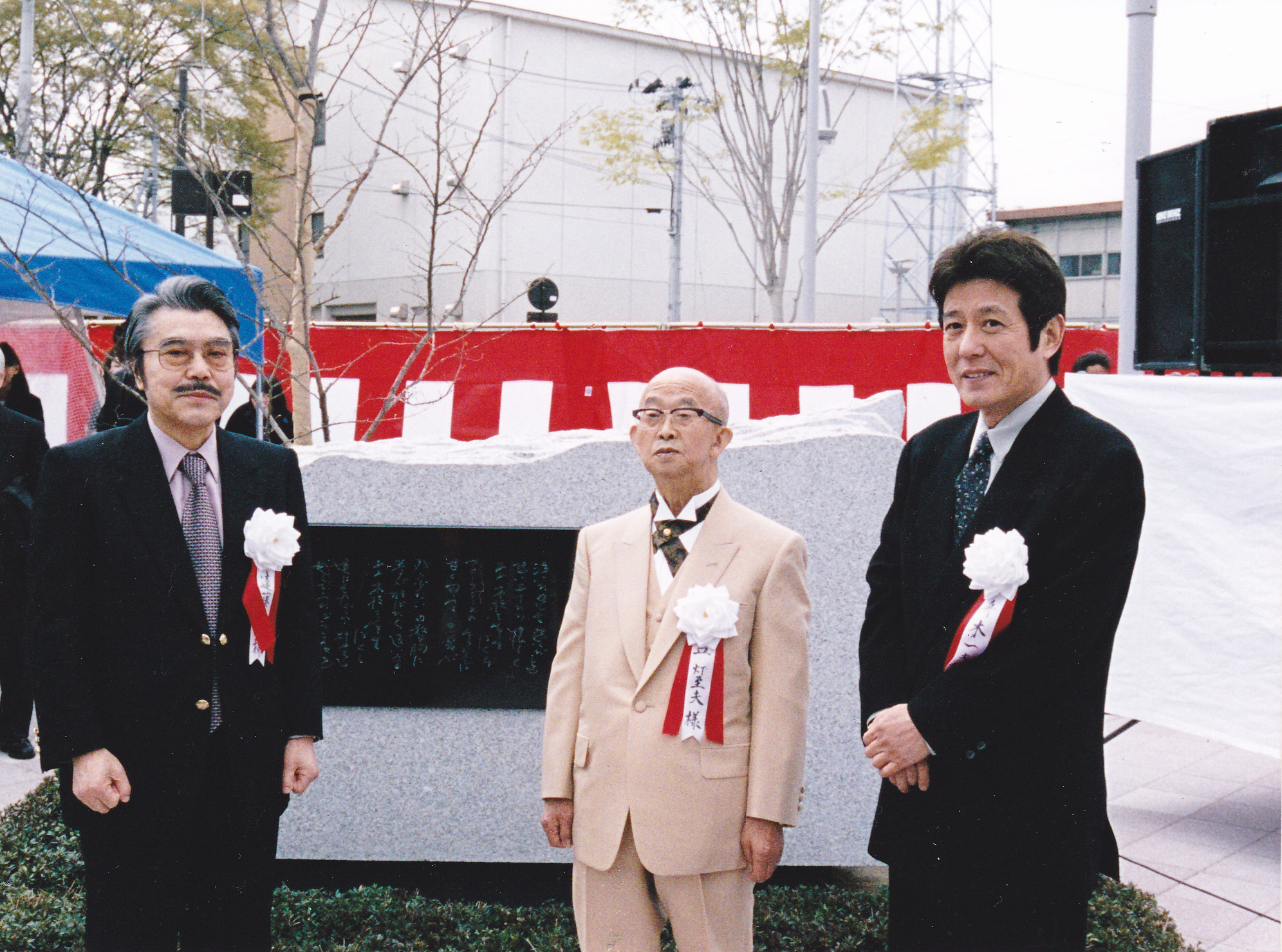
2002年、郡山市での「高校三年生」の歌碑の除幕式にて。右から舟木一夫、丘灯至夫、遠藤実

「高校三年生」（こうこうさんねんせい）は、1963年6月にリリースされた舟木一夫のデビュー・シングルであり、舟木の代表曲のひとつである。作詞は丘灯至夫、作曲は遠藤実による。デビューシングルでいきなりシングル発売1年で売上100万枚を越す大ヒット曲となり、舟木一夫はこの曲で一躍スター歌手となった。累計売上は230万枚。
舟木は、この曲の大ヒットで1963年末の第5回日本レコード大賞・新人賞を受賞し、作詞家の丘灯至夫も作詞賞を受賞した。また同年大晦日の第14回NHK紅白歌合戦へ初出場。さらに1992年の第43回NHK紅白歌合戦（1971年の第22回以来、21年ぶり10回目の紅白出演）にも、29年振りに同曲を披露している。そして2007年には、当曲が文化庁と日本PTA全国協議会によって「日本の歌百選」のひとつに選定された。
堀威夫によると、校内放送で堂々と流行歌が流れるようになったのはこの曲からであるという。

## 背景
元々は岡本敦郎が歌うことを想定して作られた歌であったが、岡本が既に「高校三年生」という世代ではなかったことや、岡本の歌唱に合わないという意見があり、当時はお蔵入りになった経緯がある。
この曲は最初はワルツ風の旋律だったが、遠藤実の気が変わって曲をマーチ風に作り直した。舟木一夫は2013年5月7日放送の『NHK歌謡コンサート』で「作り直しにかかった時間はわずか15分だった」と発言している。また、貧しさのため高校に進学できなかった遠藤自身が学園生活に憧れた思いもこの曲に込められている。
歌詞は、高校生活の卒業前と残りわずかになった高校三年生の、純朴な気持ちが綴られている。この曲を録音した当時、舟木は現役の高校3年生であった（レコード発売は卒業後）。レコードジャケットの舟木は学生服姿であるが、これは舞台で学生服を着ることがあった橋幸夫に対抗する意味合いがあった。現在でも学園ソング（青春歌謡）の定番としてこの曲が挙げられることが多い。また「高校三年生」以降も舟木はいくつもの青春歌謡を発表している。
歌詞中の「赤い夕日が染める校舎」は東京都の私立松蔭高校であると言われ、同校には歌詞が書かれた歌碑がある。歌碑の由来文には「作詩家　丘灯至夫は昭和37年新聞記者として、高校の文化祭の取材に当たっていた」と書かれ、「取材先として訪れた松蔭学園では、当時定時制高校があり、文化祭のリハーサルで男女の生徒が手をつなぎ、フォークダンスを踊っていた。そこで最初に浮かんだのが「フォークダンスの手を取れば甘くにおう黒髪の」というフレーズであり、詩が作られ、作曲家遠藤実氏とのコンビでこの歌が生まれるに至った」と続けられている。なお、松蔭高校の前身が松蔭女学校であるため「松蔭高校は女子校であり、定時制もなかった」とする記述もあるが、松蔭女学校の創立は1966年（昭和41年）であり、それ以前には定時制高校が実際に存在していた。

## 収録曲
- 両楽曲共に、作詞：丘灯至夫／作曲：遠藤実／編曲：福田正

1. 高校三年生（3分2秒）
2. 水色のひと（3分39秒）

## 映画
曲の発表と同年の1963年、この歌をモチーフとして大映により同名のタイトルでヒット曲映画化作品として、富島健夫の小説『明日への握手』を原作とした映画が制作され、同年11月16日に公開されこちらもヒットした。舟木一夫も出演している。撮影は舟木一夫の出身の愛知県一宮市内が中心で高校の校舎の撮影は愛知県江南市の滝高等学校で行われた。

### キャスト
- 小杉知子：姿美千子
- 島津小路：高田美和
- 本多宏：倉石功
- 船田一夫：舟木一夫
- 高丘みつ子：高野通子
- 坂本けい子：渚まゆみ
- 安井：堺正章
- 原先生：高橋昌也
- 小杉梅乃：細川ちか子
- 小杉律子：村田知栄子
- 小杉太蔵：見明凡太朗
- 小杉澄子：浜田ゆう子
- 本多静子：坪内美詠子
- 瀬本登：仲村隆

### スタッフ
- 監督：井上芳夫
- 原作：富島健夫
- 脚色：池田一朗
- 撮影：中川芳久[7][8]
- 音楽：西山登[7][8]
- 美術：山口煕[7][8]
- 照明：柴田恒吉[7][8]
- 録音：渡辺利一[7][8]
- 編集：関口章治[8]